# 1994-es labdarúgó-világbajnokság-selejtező (CONMEBOL)
Az 1994-es labdarúgó-világbajnokság selejtezőjének CONMEBOL-zónájában összesen 9 nemzet versenyzett a 3,5 helyért. 
A selejtezőkben 9 dél-amerikai válogatott indult, miután Chilét kizárta a FIFA az 1989-es Maracanazo incidens miatt, amikor a Brazília elleni világbajnoki-selejtezőn a chileiek kapusa sérülést színlelt és a csapatuk levonult a pályáról. A 9 csapatot két csoportra, egy négy és egy öt tagúra osztották, ahol oda-visszavágós rendszerben megmérkőztek egymással. A két csoportgyőztes és a legjobb csoportmásodik kijutott az 1994-es világbajnokságra, a gyengébben szereplő csoportmásodik pedig interkontinentális pótselejtezőt játszott a CONCACAF–OFC pótselejtező győztesével. 

## Sorsolás
| 1. kalap             | 2. kalap           | 3. kalap           | 4. kalap       | 5. kalap  |
| -------------------- | ------------------ | ------------------ | -------------- | --------- |
| Argentína · Brazília | Kolumbia · Uruguay | Ecuador · Paraguay | Bolívia · Peru | Venezuela |

## A csoport
| Hely. | Csapat    | M | Gy | D | V | G+ | G– | Gk  | P  | Továbbjutás                          |     | Kolumbia | Argentína | Paraguay | Peru |
| ----- | --------- | - | -- | - | - | -- | -- | --- | -- | ------------------------------------ | --- | -------- | --------- | -------- | ---- |
| 1.    | Kolumbia  | 6 | 4  | 2 | 0 | 13 | 2  | +11 | 10 | Kijutott az 1994-es világbajnokságra |     | —        | 2–1       | 0–0      | 4–0  |
| 2.    | Argentína | 6 | 3  | 1 | 2 | 7  | 9  | −2  | 7  | Interkontinetális pótselejtező       |     | 0–5      | —         | 0–0      | 2–1  |
| 3.    | Paraguay  | 6 | 1  | 4 | 1 | 6  | 7  | −1  | 6  |                                      |     | 1–1      | 1–3       | —        | 2–1  |
| 4.    | Peru      | 6 | 0  | 1 | 5 | 4  | 12 | −8  | 1  |                                      | 0–1 | 0–1      | 2–2       | —        |      |

Kolumbia kijutott a világbajnokságra. Argentína a  CONMEBOL / CONCACAF / OFC interkontinentális pótselejtezőben folytatta.
| 1993. augusztus 1. |

| Kolumbia | 0–0         | Paraguay |
| -------- | ----------- | -------- |
|          | Jegyzőkönyv |          |

| Estadio Metropolitano, Barranquilla Nézőszám: 70 000 Játékvezető: Renato Marsiglia (brazil) |

| 1993. augusztus 1. |

| Peru | 0–1         | Argentína     |
| ---- | ----------- | ------------- |
|      | Jegyzőkönyv | Batistuta 29' |

| Estadio Nacional, Lima Nézőszám: 27 000 Játékvezető: Enrique Marín (chilei) |

| 1993. augusztus 8. |

| Paraguay    | 1–3         | Argentína                        |
| ----------- | ----------- | -------------------------------- |
| Struway 45' | Jegyzőkönyv | Medina Bello 15' 78' Redondo 65' |

| Estadio Defensores del Chaco, Asunción Nézőszám: 46 500 Játékvezető: Ernesto Filippi (uruguayi) |

| 1993. augusztus 8. |

| Peru | 0–1         | Kolumbia   |
| ---- | ----------- | ---------- |
|      | Jegyzőkönyv | Rincón 45' |

| Estadio Nacional, Lima Nézőszám: 25 000 Játékvezető: Alfredo Rodas (ecuadori) |

| 1993. augusztus 15. |

| Paraguay                             | 2–1         | Peru                     |
| ------------------------------------ | ----------- | ------------------------ |
| Mendoza 14' Chilavert 28' (11-esből) | Jegyzőkönyv | Del Solar 45' (11-esből) |

| Estadio Defensores del Chaco, Asunción Nézőszám: 30 500 Játékvezető: Francisco d'Abreu (venezuelai) |

| 1993. augusztus 15. |

| Kolumbia                   | 2–1         | Argentína        |
| -------------------------- | ----------- | ---------------- |
| Valenciano 2' Valencia 52' | Jegyzőkönyv | Medina Bello 87' |

| Estadio Nacional, Lima Nézőszám: 70 000 Játékvezető: José Aparecido Oliveira (brazil) |

| 1993. augusztus 22. |

| Argentína                      | 2–1         | Peru         |
| ------------------------------ | ----------- | ------------ |
| Batistuta 32' Medina Bello 37' | Jegyzőkönyv | Palacios 66' |

| Estadio Monumental Antonio Vespucio Liberti, Buenos Aires Nézőszám: 47 000 Játékvezető: Jorge Orellana (ecuadori) |

| 1993. augusztus 22. |

| Paraguay     | 1–1         | Kolumbia   |
| ------------ | ----------- | ---------- |
| Rivarola 54' | Jegyzőkönyv | Rincón 22' |

| Estadio Defensores del Chaco, Asunción Nézőszám: 30 000 Játékvezető: Márcio Rezende de Freitas (brazil) |

| 1993. augusztus 29. |

| Argentína | 0–0         | Paraguay |
| --------- | ----------- | -------- |
|           | Jegyzőkönyv |          |

| Estadio Monumental Antonio Vespucio Liberti, Buenos Aires Nézőszám: 47 000 Játékvezető: Jorge Orellana (ecuadori) |

| 1993. augusztus 29. |

| Kolumbia                                        | 4–0         | Peru |
| ----------------------------------------------- | ----------- | ---- |
| Valenciano 30' Rincón 45' Mendoza 66' Pérez 76' | Jegyzőkönyv |      |

| Estadio Metropolitano, Barranquilla Nézőszám: 70 000 Játékvezető: Pablo Pena (bolíviai) |

| 1993. szeptember 5. |

| Peru                    | 2–2         | Paraguay        |
| ----------------------- | ----------- | --------------- |
| Muchotrigo 22' Soto 77' | Jegyzőkönyv | Mendoza 61' 81' |

| Estadio Nacional, Lima Nézőszám: 40 000 Játékvezető: José Luis da Rosa (uruguayi) |

| 1993. szeptember 5. |

| Argentína | 0–5         | Kolumbia                                     |
| --------- | ----------- | -------------------------------------------- |
|           | Jegyzőkönyv | Rincón 41' 74' Asprilla 50' 75' Valencia 85' |

| Estadio Monumental Antonio Vespucio Liberti, Buenos Aires Nézőszám: 53 000 Játékvezető: Ernesto Filippi (uruguayi) |

## B csoport
| Hely. | Csapat    | M | Gy | D | V | G+ | G– | Gk  | P  | Továbbjutás                          |     | Brazília | Bolívia | Uruguay | Ecuador | Venezuela |
| ----- | --------- | - | -- | - | - | -- | -- | --- | -- | ------------------------------------ | --- | -------- | ------- | ------- | ------- | --------- |
| 1.    | Brazília  | 8 | 5  | 2 | 1 | 20 | 4  | +16 | 12 | Kijutott az 1994-es világbajnokságra |     | —        | 6–0     | 2–0     | 2–0     | 4–0       |
| 2.    | Bolívia   | 8 | 5  | 1 | 2 | 22 | 11 | +11 | 11 | Kijutott az 1994-es világbajnokságra |     | 2–0      | —       | 3–1     | 1–0     | 7–0       |
| 3.    | Uruguay   | 8 | 4  | 2 | 2 | 10 | 7  | +3  | 10 |                                      |     | 1–1      | 2–1     | —       | 0–0     | 4–0       |
| 4.    | Ecuador   | 8 | 1  | 3 | 4 | 7  | 7  | 0   | 5  |                                      | 0–0 | 1–1      | 0–1     | —       | 5–0     |           |
| 5.    | Venezuela | 8 | 1  | 0 | 7 | 4  | 34 | −30 | 2  |                                      | 1–5 | 1–7      | 0–1     | 2–1     | —       |           |

Brazília és Bolívia kijutott a világbajnokságra.
| 1993. július 18. |

| Ecuador | 0–0         | Brazília |
| ------- | ----------- | -------- |
|         | Jegyzőkönyv |          |

| Estadio Monumental Isidro Romero Carbo, Guayaquil Nézőszám: 80 000 Játékvezető: Juan Carlos Loustau (argentin) |

| 1993. július 18. |

| Venezuela    | 1–7         | Bolívia                                               |
| ------------ | ----------- | ----------------------------------------------------- |
| Palencia 14' | Jegyzőkönyv | Sánchez 25' 64' 70' Ramallo 37' 61' 68' Cristaldo 39' |

| Polideportivo Cachamay, Puerto Ordaz Nézőszám: 12 000 Játékvezető: Berny Ulloa Morera (Costa Rica-i) |

| 1993. július 25. |

| Bolívia                 | 2–0         | Brazília |
| ----------------------- | ----------- | -------- |
| Etcheverry 88' Peña 89' | Jegyzőkönyv |          |

| Estadio Hernando Siles, La Paz Nézőszám: 42 611 Játékvezető: Juan Francisco Escobar (paraguayi) |

| 1993. július 25. |

| Venezuela | 0–1         | Uruguay     |
| --------- | ----------- | ----------- |
|           | Jegyzőkönyv | Herrera 59' |

| Estadio Pueblo Nuevo, San Cristóbal Nézőszám: 12 000 Játékvezető: José Torres Cadena (kolumbiai) |

| 1993. augusztus 1. |

| Venezuela  | 1–5         | Brazília                                                  |
| ---------- | ----------- | --------------------------------------------------------- |
| García 84' | Jegyzőkönyv | Raí 34' (11-esből) Bebeto 70' 79' Branco 71' Palhinha 88' |

| Estadio Pueblo Nuevo, San Cristóbal Nézőszám: 15 000 Játékvezető: Armando Pérez Hoyos (kolumbiai) |

| 1993. augusztus 1. |

| Uruguay | 0–0         | Ecuador |
| ------- | ----------- | ------- |
|         | Jegyzőkönyv |         |

| Estadio Centenario, Montevideo Nézőszám: 45 000 Játékvezető: Alberto Tejada (perui) |

| 1993. augusztus 8. |

| Ecuador                                    | 5–0         | Venezuela |
| ------------------------------------------ | ----------- | --------- |
| Muñoz 23' E. Hurtado 40' 50' 76' Chalá 60' | Jegyzőkönyv |           |

| Estadio Olímpico Atahualpa, Quito Nézőszám: 15 000 Játékvezető: Francisco Lamolina (argentin) |

| 1993. augusztus 8. |

| Bolívia                               | 3–1         | Uruguay         |
| ------------------------------------- | ----------- | --------------- |
| Sánchez 71' Etcheverry 81' Melgar 86' | Jegyzőkönyv | Francescoli 90' |

| Estadio Hernando Siles, La Paz Nézőszám: 44 576 Játékvezető: Iván Guerrero (chilei) |

| 1993. augusztus 15. |

| Bolívia     | 1–0         | Ecuador |
| ----------- | ----------- | ------- |
| Ramallo 18' | Jegyzőkönyv |         |

| Estadio Hernando Siles, La Paz Nézőszám: 47 500 Játékvezető: Hernán Silva (chilei) |

| 1993. augusztus 15. |

| Uruguay     | 1–1         | Brazília |
| ----------- | ----------- | -------- |
| Fonseca 79' | Jegyzőkönyv | Raí 28'  |

| Estadio Centenario, Montevideo Nézőszám: 55 000 Játékvezető: Juan Antonio Bava (argentin) |

| 1993. augusztus 22. |

| Bolívia                                                            | 7–0         | Venezuela |
| ------------------------------------------------------------------ | ----------- | --------- |
| Ramallo 8' Melgar 58' 90' Sánchez 69' Sandy 75' Etcheverry 78' 82' | Jegyzőkönyv |           |

| Estadio Hernando Siles, La Paz Nézőszám: 40 000 Játékvezető: Sabino Farina (paraguayi) |

| 1993. augusztus 22. |

| Brazília             | 2–0         | Ecuador |
| -------------------- | ----------- | ------- |
| Bebeto 34' Dunga 54' | Jegyzőkönyv |         |

| Estádio do Morumbi, São Paulo Nézőszám: 78 000 Játékvezető: José Torres Cadena (kolumbiai) |

| 1993. augusztus 29. |

| Uruguay                             | 4–0         | Venezuela |
| ----------------------------------- | ----------- | --------- |
| Kanapkis 7' 31' Cedrés 41' Sosa 64' | Jegyzőkönyv |           |

| Estadio Centenario, Montevideo Nézőszám: 20 000 Játékvezető: Juan Francisco Escobar (paraguayi) |

| 1993. augusztus 29. |

| Brazília                                                       | 6–0         | Bolívia |
| -------------------------------------------------------------- | ----------- | ------- |
| Raí 12' Müller 18' Bebeto 22' 60' Branco 36' Ricardo Gomes 44' | Jegyzőkönyv |         |

| Estádio do Arruda, Recife Nézőszám: 72 000 Játékvezető: Oscar Velásquez (paraguayi) |

| 1993. szeptember 5. |

| Brazília                                    | 4–0         | Venezuela |
| ------------------------------------------- | ----------- | --------- |
| Ricardo Gomes 2' 89' Palhinha 29' Evair 31' | Jegyzőkönyv |           |

| Estádio Mineirão, Belo Horizonte Nézőszám: 64 000 Játékvezető: Francisco Lamolina (argentin) |

| 1993. szeptember 5. |

| Ecuador | 0–1         | Uruguay  |
| ------- | ----------- | -------- |
|         | Jegyzőkönyv | Sosa 10' |

| Estadio Monumental Isidro Romero Carbo, Guayaquil Nézőszám: 55 000 Játékvezető: Enrique Marin (chilei) |

| 1993. szeptember 12. |

| Uruguay                                 | 2–1         | Bolívia     |
| --------------------------------------- | ----------- | ----------- |
| Francescoli 3' (11-esből) Fonseca 45+6' | Jegyzőkönyv | Ramallo 23' |

| Estadio Centenario, Montevideo Nézőszám: 58 000 Játékvezető: Armando Pérez Hoyos (kolumbiai) |

| 1993. szeptember 12. |

| Venezuela             | 2–1         | Ecuador       |
| --------------------- | ----------- | ------------- |
| García 1' Morales 51' | Jegyzőkönyv | B. Tenorio 5' |

| Polideportivo Cachamay, Puerto Ordaz Nézőszám: 3000 Játékvezető: Fernando Chappell (perui) |

| 1993. szeptember 19. |

| Ecuador     | 1–1         | Bolívia     |
| ----------- | ----------- | ----------- |
| Noriega 72' | Jegyzőkönyv | Ramallo 45' |

| Estadio Monumental Isidro Romero Carbo, Guayaquil Nézőszám: 10 000 Játékvezető: John Toro Rendón (kolumbiai) |

| 1993. szeptember 19. |

| Brazília        | 2–0         | Uruguay |
| --------------- | ----------- | ------- |
| Romário 72' 82' | Jegyzőkönyv |         |

| Maracanã Stadion, Rio de Janeiro Nézőszám: 101 533 Játékvezető: Alberto Tejada (perui) |

## Interkontinentális pótselejtező
| 1. csapat  | Össz.Tooltip Aggregate score | 2. csapat | 1. mérk. | 2. mérk. |
| ---------- | ---------------------------- | --------- | -------- | -------- |
| Ausztrália | 1–2                          | Argentína | 1–1      | 0–1      |

## Kijutott csapatok
Az alábbi négy csapat jutott ki a CONMEBOL-zónából az 1994-es labdarúgó-világbajnokságra.
| Csapat    | Kijutás                            | Kijutás dátuma       | Korábbi szereplés a világbajnokságon1                                                            |
| --------- | ---------------------------------- | -------------------- | ------------------------------------------------------------------------------------------------ |
| Kolumbia  | A csoport győztese                 | 1993. szeptember 5.  | 2 (1962, 1990)                                                                                   |
| Brazília  | B csoport győztese                 | 1993. szeptember 19. | 14 (összes) (1930, 1934, 1938, 1950, 1954, 1958, 1962, 1966, 1970, 1974, 1978, 1982, 1986, 1990) |
| Bolívia   | B csoport 2. helyezett             | 1993. szeptember 19. | 2 (1930, 1950)                                                                                   |
| Argentína | OFC–CONMEBOL pótselejtező győztese | 1993. november 17.   | 10 (1930, 1934, 1958, 1962, 1966, 1974, 1978, 1982, 1986, 1990)                                  |

1 Félkövérrel az adott év világbajnokai vannak jelölve. Dőlt betűvel az adott év rendezői kerültek feltüntetésre.